# Dulwich Hamlet
Dulwich Hamlet [ˈdʌlɪʤ ˈhæmlət] (offiziell Dulwich Hamlet Football Club) ist ein semi-professioneller Fußballverein aus dem Londoner Stadtteil Dulwich im Borough of Southwark. Aktuell spielt der Verein in der siebtklassigen Isthmian League und trägt seine Heimspiele im Champion Hill aus.

## Geschichte
Der Verein wurde 1893 gegründet und war 1899 ein Gründungsmitglied der Dulwich League, welche er auf Anhieb gewinnen konnte. Der Verein spielte später kurzzeitig sowohl in der Isthmian League als auch in der Spartan League, bevor er sich endgültig für die Isthmian League entschied. 1920, 1926, 1933 und 1949 konnte Dulwich die Isthmian League gewinnen. Außerdem war der Verein mehrmals erfolgreich im FA Amateur Cup. Nachdem Dulwich Hamlet in den Playoffs drei Mal den Aufstieg in die National League South verpasst hatte, gelang dies endlich in der Saison 2017/18. In der Folgesaison konnte der Verein die Klasse halten. Seit 2023 spielt Dulwich wieder in der siebtklassigen Isthmian League.

## Erfolge
- FA Amateur Cup: 1919/20, 1931/32, 1933/34, 1936/37
- Isthmian League: 1919/20, 1925/26, 1932/33, 1948/49
- Dulwich League: 1899/1900, 1900/01
- London Senior Cup: 1924/25, 1938/39, 1949/50, 1983/84, 2003/04
- Surrey Senior Cup: 1904/05, 1905/06, 1908/09, 1909/10, 1919/20, 1922/23, 1924/25, 1927/28, 1933/34, 1936/37, 1946/47, 1949/50, 1957–58, 1958–59, 1973–74, 1974–75
- London Challenge Cup: 1998/99
- London Junior Cup: 1899/1900

## Fan-Freundschaft mit Altona 93
Es besteht eine Fan-Freundschaft zwischen den Anhängern von Dulwich Hamlet und denen von Altona 93, was darauf zurückzuführen ist, dass beide Vereine im Jahr 1893 gegründet wurden. Als Zeichen dieser Freundschaft, gestaltete Dulwich Hamlet in der Saison 2014/15 sein Auswärtstrikot in den Farben von Altona 93. Altona verwendete dafür in der Folgesaison ein pink-blaues Auswärtstrikot, was an die Farben von Dulwich Hamlet erinnern soll. Am 12. Juli 2015 wurde im Champion Hill ein Freundschaftsspiel zwischen den beiden Mannschaften abgehalten, das Altona mit 5:3 gewann. Der Gegenbesuch erfolgte am 15. Juli 2018, Dulwich Hamlet gewann die Partie in der Altonaer Adolf-Jäger-Kampfbahn mit 4:1. Ein weiteres Spiel in Dulwich gewann Altona 93 am 8. Juli 2023 2:1.